# Francesco Antonio Marcucci
Francesco Antonio Marcucci (Force, 27 novembre 1717 – Ascoli Piceno, 12 luglio 1798) è stato un patriarca cattolico italiano,  fondatore delle suore pie operaie dell'Immacolata Concezione.

## Biografia
Nato a Force, in provincia di Ascoli Piceno da una nobile famiglia ascolana, si consacrò a Dio poco prima di diciotto anni, con voto di castità perpetuo. A ventitré anni, il 25 febbraio 1741 venne ordinato sacerdote dal vescovo della città, mons. Tommaso Marana. L'8 dicembre 1744 fondò ad Ascoli Piceno la Congregazione delle suore pie operaie dell'Immacolata Concezione perché onorassero l'Immacolata e si prendessero cura della dignità della donna attraverso l'istruzione e l'educazione delle fanciulle e della donna di ogni ceto e età, senza discriminazione sociale.Preparò le suore ad essere maestre e le sostenne sempre con amorevole pazienza; scrisse vari libri, per istruirle nelle discipline sacre e profane. Nel governo della Congregazione ebbe come stretta collaboratrice madre Tecla Relucenti che considerò cofondatrice. Non ancora sacerdote, per uno spazio di più dodici anni predicò varie missioni al popolo, non soltanto nel Piceno, ma anche in Abruzzo, sulle orme del francescano san Leonardo da Porto Maurizio. Il 15 agosto 1770, a Roma, nella chiesa di San Salvatore in Lauro appartenente al pio sodalizio dei Piceni, venne consacrato vescovo di Montalto delle Marche e con questa nomina assunse anche il titolo di abate dell'abbazia di Santa Maria in Montesanto. Tre anni dopo, il 19 gennaio del 1773, Clemente XIV lo nominò vicegerente di Roma. Mantenne tale incarico fino al 1786, quando, sebbene a malincuore, papa Pio VI accolse le sue dimissioni per motivi di salute. A Roma espletò vari incarichi: fu Consultore della S. Romana ed Universale Inquisizione, esaminatore dei vescovi in sacra teologia, Prelato Domestico partecipante e vescovo assistente al Soglio di papa Clemente XIV, Esaminatore nei Sacri Canoni. Consultore della Congregazione delle Indulgenze e Sacre Reliquie. Inoltre, da febbraio a giugno 1782, accompagnò Pio VI nel viaggio apostolico a Vienna per trattare con l'imperatore Giuseppe II importanti questioni per la Chiesa. Quando ormai stanco e malato tornò in diocesi, riprese con instancabile zelo e carità la cura dei fedeli. L’aggravarsi della malattia lo costrinse a trasferirsi ad Ascoli, in un appartamento del convento-scuola delle Suore Pie Operaie dell’Immacolata, da dove continuò a governare la diocesi. Ormai ottantenne, morì il 12 luglio 1798 ad Ascoli Piceno. Le sue spoglie sono conservate in una cappella situata all'interno della chiesa dell'Immacolata Concezione, costruita per sua volontà.
Monsignor Marcucci ha onorato il mistero dell'Immacolata Concezione di Maria, alla cui definizione dogmatica, avvenuta un secolo dopo, ha offerto un significativo contributo con la predicazione e con gli scritti. Con San Bernardo era solito ripetere: «Dio ha voluto che noi avessimo ogni grazia per mezzo di Maria».
Nel secolo dell'Illuminismo egli riuscì ad offrire con il suo impegno culturale, che si concretizzò anche con la fondazione di varie Accademie, una risposta ai violenti attacchi del pensiero libertino e materialista. Coinvolse nella riflessione delle nuove idee emergenti studiosi, prelati e laici e aprì la strada a una cultura religiosa, sensibile ai nuovi protagonisti: le donne, il popolo, i laici. Nel suo governo pastorale ha lasciato un'impronta indelebile di virtù, di carità creativa e di promozione sociale.
Nel 1963 è stata aperta la causa per la sua beatificazione. Adempiute tutte le fasi relative al processo di beatificazione, presso la Congregazione delle cause dei santi, nella sessione ordinaria del 12 gennaio 2010, cardinali e vescovi hanno riconosciuto che il servo di Dio ha esercitato le virtù teologali, cardinali e quelle annesse. Il 27 marzo 2010 papa Benedetto XVI ha promulgato il decreto della sua venerabilità.

## Genealogia episcopale
La genealogia episcopale è:
- Cardinale Scipione Rebiba
- Cardinale Giulio Antonio Santori
- Cardinale Girolamo Bernerio, O.P.
- Arcivescovo Galeazzo Sanvitale
- Cardinale Ludovico Ludovisi
- Cardinale Luigi Caetani
- Cardinale Ulderico Carpegna
- Cardinale Paluzzo Paluzzi Altieri degli Albertoni
- Papa Benedetto XIII
- Papa Benedetto XIV
- Papa Clemente XIII
- Cardinale Giovanni Francesco Albani
- Patriarca Francesco Antonio Marcucci

## Opere
Le opere di Marcucci, conservate nell'archivio e nella biblioteca della casa madre delle Suore pie operaie dell'Immacolata Concezione di Ascoli Piceno, sono in corso di pubblicazione all'interno dell'Opera omnia marcucciana. I volumi dell'Opera omnia sinora editi sono:
1. Abbozzi di esercizi spirituali dati al mio clero, 2001
2. Artis Historicae specimen. Riflessioni sopra di alcuni precetti più importanti dell'Arte Istorica, I.T.E., Venezia, 2002
3. De Asculo Piceno, De Inscriptionibus Asculanis, Delle Sicle e Breviature, I.T.E., Venezia, 2004
4. Sermoni per il Triduo e per la Festa dell'Immacolata Concezione (1739-1786), a cura di suor Maria Paola Giobbi, I.T.E., Venezia, 2004
5. Sermoni per le feste mariane (1746-1789), a cura di suor Maria Paola Giobbi, Croma Group, Grottammare, 2008
6. Il saggio della Prosodia latina. Antologie metriche, a cura di Franco Zenobi, Teramo, 2008
7. La Gramatichetta Franzese ad uso delle educande del Ven. Monistero dell'Immacolata Concezione di Ascoli; L'Egloga pastorale per l'Epifania del 1754 e il Tetralogo tra una Maestra e tre Pellegrine Oltramontane, a cura di Stefania Valeri, Ascoli Piceno, 2008
8. Regolamento di vita, a cura di Maria Paola Giobbi, Croma Group, Grottammare, 2009
9. Scritti sulla musica, a cura di Valter Laudadio, Fast Edit, Acquaviva, 2010
10. Lettere alle suore e alle educande (1742-1797), a cura di Maria Paola Giobbi, LEV, Roma, 2012
11. Scritti su la predicazione e le missioni popolari (1737-1752), a cura di Vincenzo La Mendola e Maria Paola Giobbi, LEV, Roma, 2014
12. Memorie Ascolane con le Postille e i Commentarj, a cura di Franco Zenobi, edizioni Palumbi, Teramo, 2015
13. Corrispondenza con persone varie (1740-1797), a cura di Maria Paola Giobbi, Libreria Editrice Vaticana, 2017
14. La Vita Comune e altri scritti su san Francesco di Sales, a cura di Maria Paola Giobbi, edizioni Palumbi, 2018
15. Delle azioni umane (1766), a cura di Giorgia Antonini, edizioni Palumbi, Teramo, 2019
16. La vita della Beata Beatrice De Silva (1785), a cura di Maria Paola Giobbi, Shalom editrice, 2019
17. Marcucci Francesco Antonio, Scritti a madre Tecla e alle Pie Operaie dell’Immacolata Concezione (1741-1769), a cura di M. Paola Giobbi, Marcucciana Opera Omnia, vol. XVII, Ascoli Piceno, 2021.
18. Corrispondenza epistolare F. A. Marcucci - Suor M. Petronilla Capozi, a cura di M. Paola Giobbi, Marcucciana Opera Omnia, vol. XVIII, Teramo 2022.
19. Marcucci Francesco Antonio, Saggio delle cose ascolane e de’ Vescovi di Ascoli nel Piceno, Teramo, Consorti e Felcini, 1766, a cura di Franco Zenobi, Marcucciana Opera Omnia, vol. XIX, Ascoli Piceno 2023.